# Francisco Escudero
Pour les articles homonymes, voir Escudero.
Ne doit pas être confondu avec Francisco Xavier Escudero.
Francisco Escudero (Zarautz, 1912 - Saint-Sébastien, 2002), est un compositeur basque espagnol.

## Biographie
Il nait à Zarautz le 13 août 1912. Il commence ses études musicales à l'Académie municipale de musique de Saint-Sébastien et les continue à Madrid, où il a été élève de composition de Conrado del Campo.
Lauréat du gouvernement provincial du Guipuscoa et de la Académie royale des beaux-arts de San Fernando, il s'installe à Paris pour y suivre les cours de perfectionnent de Paul Dukas et Paul Le Flem. Il part ensuite à Munich où il devient élève d'Albert Wolff.
En 1937, il obtient le Prix National des Beaux-Arts d'Espagne pour son Trío bucólico. Pendant la Guerre civile espagnole, il s'installe à Houilles en France, et ne revient en Espagne qu'à la fin de la guerre.
En 1945, il s'installe à Bilbao, où il est nommé directeur de la Chorale Bilbaína et organise l'orchestre. En 1947, il obtient le Premier Prix du concours Homenaje a Falla (Hommage à Falla) pour son œuvre Pinceladas vascas, concerto pour piano et orchestre. En 1948, il revient à Zarautz, où il avait passé son enfance. Il obtient la chaire d'harmonie et de composition du Conservatoire de musique de Saint-Sébastien, prenant la suite de son ancien professeur, Beltrán Pagola. En 1957, il obtient le Prix National de Musique, à un moment de son activité de compositeur où il se consacre particulièrement au genre du poème symphonique. Il compose notamment Arantzazu et Evocación en Itziar. En 1960, il crée l'orchestre de la ville de Saint-Sébastien. Il compose l'opéra Zigor sur un sujet basque, dont il situe l'action en Navarre. Il sera joué à Bilbao, Madrid et Saint-Sébastien. Cet opéra obtient un grand succès et reçoit à nouveau le Prix National de Musique espagnol.
Parmi les autres œuvres remarquables, on trouve le Concerto pour Violoncelle et Orchestre, une symphonie « sacrée », Tonemas (pour piano seul, composé à la demande du Ministère espagnol de la Culture pour le centenaire de la naissance de Joaquín Turina), la Fantaisie géosymphonique et l'opéra intitulé Gernika (commande de la Société du Chœur de Bilbao et créé en 1987 à l'occasion du cinquantenaire du bombardement de Guernica).
Ces dernières années, plusieurs formations ont interprété ses œuvres, parmi lesquelles l'Orchestre symphonique de Bilbao et l'Orchestre symphonique de Galice. Le quintette Donostiarra s'est particulièrement intéressé à ses œuvres.
Actuellement, la famille du compositeur s'attache à publier les œuvres qui n'avaient pas été éditées du vivant de l'auteur.
Selon la critique, l'œuvre de Escudero possède tous les éléments pour faire partie des plus importantes du XXe siècle. Durant des années, la situation culturelle espagnole n'était pas propice à la diffusion de nouvelles œuvres. Par ailleurs, la faiblesse de la culture de la musique classique dans la dernière partie du siècle a empêché la reconnaissance d'une musique qui, dans d'autres pays, jouirait d'encouragements et d'une acceptation unanime.
Dans son travail d'enseignant, il a dirigé le Conservatoire supérieur de musique de Saint-Sébastien. C'est durant cette période que fut accordée à ce conservatoire la possibilité d'attribuer le Diplôme supérieur d'études musicales. Ses disciples comptent, entre autres, José Luis Marco, Ramon Lazkano, Ángel Illarramendi, Alberto Iglesias et la plus grande partie du corps professoral du Conservatoire de Saint-Sébastien ainsi que d'autres centres d'enseignement musical espagnol.
Il est décédé à Saint-Sébastien le 7 juin 2002.
En 2004, le Conservatoire de musique de Saint-Sébastien est devenu le Conservatoire Francisco Escudero.

## Œuvres importantes
- Pinceladas vascas, concerto pour piano et orchestre
- Zigor, opéra
- Gernika, opéra
- Eusko Salmoa
- Sinfonía mítica, symphonie
- Illeta
- Aránzazu, poème symphonique
- Evocación en Itziar
- Concierto Vasco, concerto pour piano et orchestre
- Concerto pour violoncelle et orchestre
- Sinfonía Sacra (symphonie sacrée)
- Fantasía geosinfónica (symphonie géosymphonique)

## Prix et distinctions
- Médaille du Gouvernement provincial du Guipuscoa et Saint-Sébastien
- Membre de la Société gascogne des amis du Pays
- Prix Manuel de Falla
- Prix national de musique (1957 et 1960)
- Médaille d'or du mérite des beaux-arts par le Ministère de l'Éducation, de la Culture et des Sports[1]
- Médaille d'or de la Société générale des auteurs et éditeurs (1997)